# Sarah Mawe
Sarah Mawe (1767-1846) fue una mineralogista inglesa del siglo XIX, nombrado para servir a Reina Victoria en aquella capacidad de 1837 a 1840.

## Biografía
Nació Sarah Brown en Derby, Inglaterra del mineralogista Richard Brown. Sarah se casó con el mineralogista y comerciante en minerales John Mawe en 1794 y devino en socio empresarial de su padre, y tomó cargo del comercio mineral familiar. " Fue una altamente competente proveedora, compradora, e identificadora de minerales." En la tienda Mawe de la calle Strand pronto fueron extremadamente exitosos, y abrieron tiendas en Cheltenham y Matlock Bath. Sarah hizo sus colecciones propias de minerales, prestados como ejemplos a James Sowerby de fotografías para ser utilizadas en Mineralogía Exótica (1811-1820) y Mineralogía británica (1804-1817). El negocio en Londres fue asumido por James Tennant quién mantuvo la colección de Sarah hasta que la vendió en 1846.